# 柳樹泉 (亞利桑那州)
柳樹泉（英語：Willow Springs）是位於美國亞利桑那州可可尼諾縣的一個非建制地區。該地的面積和人口皆未知。

## 地理
柳樹泉的座標為36°11′22″N 111°23′38″W / 36.18944°N 111.39389°W，而該地的平均海拔高度為1470米（即4823英尺）。